# Man on the Moon: The End of Day
Man on the Moon: The End of Day é o álbum de estreia do rapper estadunidense Kid Cudi. Foi lançado em 15 de setembro de 2009 pelas editoras discográficas Dream On, GOOD Music e Universal Motown Records. É um álbum conceitual e foi lançado como sequência da mixtape A Kid Named Cudi, lançada em 2008. A produção do disco ficou por conta do próprio Kid Cudi, juntamente com Kanye West, Emile Haynie, Jeff Bhasker, Ratatat, entre outros.
O álbum gerou três musicas de trabalho; "Day 'n' Nite", "Make Her Say" e "Pursuit of Happiness", todos sendo certificados platina ou mais. Man on the Moon: The End of Day recebeu três indicações ao Grammy Awards.

## Estilo musical
O disco é descrito como música psicodélica e Hip hop alternativo, tendo influencias menores de indie pop, R&B contemporâneo, música eletrônica e rock.

## Recepção da critica
Man on the Moon: The End of Day recebeu críticas positivas dos críticos. O Metacritic atribuiu uma classificação de 71 pontos em 100 possíveis, com base em 15 criticas.

## Desempenho comercial
Man on the Moon: The End of Day estreou na quarta posição na Billboard 200, a principal parada musical que ranqueia os álbuns mais vendidos da semana no Estados Unidos, vendendo 104 mil copias na sua semana de estréia. Em 12 de julho de 2017 o álbum foi certificado platina dupla pela Recording Industry Association of America (RIAA), vendendo o equivalente a 2 milhões de copias no Estados Unidos.

## Legado e influência
Man on the Moon foi um lançamento revolucionário na indústria musical americana, sendo forte influência nos lançamentos seguintes do hip hop e da musica pop em geral. Artistas como Travis Scott, Logic, Isaiah Rashad, Lil Yachty citam o álbum como grande influência em suas músicas e como um disco clássico da década de 2000.

## Faixas
Créditos adaptados do álbum.
| Act I: The End of Day |                                |               |         |  |
| N.º                   | Título                         | Produtor (es) | Duração |  |
| 1.                    | "In My Dreams (Cudder Anthem)" | Haynie        | 3:19    |  |
| 2.                    | "Soundtrack 2 My Life"         | Haynie        | 3:56    |  |
| 3.                    | "Simple As..."                 | Plain Pat     | 2:31    |  |

| Act II: Rise of the Night Terrors |                                                         |                   |         |  |
| N.º                               | Título                                                  | Produtor (es)     | Duração |  |
| 4.                                | "Solo Dolo (Nightmare)"                                 | Haynie            | 4:26    |  |
| 5.                                | "Heart of a Lion (Kid Cudi Theme Music)"                | Free School       | 4:21    |  |
| 6.                                | "My World" (com participação especial de Billy Cravens) | Plain Pat Bhasker | 4:03    |  |

| Act III: Taking a Trip |                                           |                            |         |  |
| N.º                    | Título                                    | Produtor (es)              | Duração |  |
| 7.                     | "Day 'n' Nite (Nightmare)"                | Dot da Genius Kid Cudi [a] | 3:41    |  |
| 8.                     | "Sky Might Fall"                          | West Kid Cudi [a]          | 3:41    |  |
| 9.                     | "Enter Galactic (Love Connection Part I)" | Friedman                   | 4:20    |  |

| Act IV: Stuck |                                                                                    |               |         |  |
| N.º           | Título                                                                             | Produtor (es) | Duração |  |
| 10.           | "Alive (Nightmare)" (com participação especial de Ratatat)                         | Ratatat       | 4:07    |  |
| 11.           | "Cudi Zone"                                                                        | Haynie        | 4:19    |  |
| 12.           | "Make Her Say" (com participação especial de Kanye West e Common)                  | West          | 3:36    |  |
| 13.           | "Pursuit of Happiness (Nightmare)" (com participação especial de MGMT and Ratatat) | Ratatat       | 4:55    |  |

| Act V: A New Beginning |                                                         |                |         |  |
| N.º                    | Título                                                  | Produtor (es)  | Duração |  |
| 14.                    | "Hyyerr" (com participação especial de Chip tha Ripper) | Crada          | 3:32    |  |
| 15.                    | "Up Up & Away"                                          | Free School    | 3:47    |  |
| Duração total:         | Duração total:                                          | Duração total: | 58:29   |  |

| Deluxe version (faixas bônus) |                                                           |               |         |  |
| N.º                           | Título                                                    | Produtor (es) | Duração |  |
| 16.                           | "Man on the Moon (The Anthem)"                            | Haynie        | 3:27    |  |
| 17.                           | "T.G.I.F." (com participação especial de Chip tha Ripper) | The Kickdrums | 2:23    |  |
| 18.                           | "Is There Any Love?" (com participação especial de Wale)  | Haynie        | 3:31    |  |

| United Kingdom (faixas bônus) |                                 |                            |         |  |
| N.º                           | Título                          | Produtor (es)              | Duração |  |
| 16.                           | "Day 'n' Nite (Crookers Remix)" | Dot da Genius Kid Cudi [a] | 4:41    |  |

Notas
- ↑[a]  indica o coprodutor

## Desempenho nas paradas musicais
| Gráficos (2009–2016)                    | Melhor posição |
| --------------------------------------- | -------------- |
| Alemanha (Offizielle Deutsche Charts)   | 90             |
| Austrália (ARIA)                        | 85             |
| Canadá (Billboard)                      | 11             |
| Estados Unidos (Billboard 200)          | 4              |
| Estados Unidos (Top R&B/Hip Hop Albums) | 5              |
| Estados Unidos (Top Rap Albums)         | 4              |
| Estados Unidos (Top Catalog Albums)     | 16             |
| França (SNEP)                           | 56             |
| Reino Unido (OCC)                       | 119            |
| Reino Unido (UK R&B Albums Chart)       | 15             |
| Suíça (Schweizer Hitparade)             | 56             |

| Gráficos (2009)                                   | Melhor posição |
| ------------------------------------------------- | -------------- |
| Estados Unidos (Billboard 200)                    | 157            |
| Estados Unidos (Billboard Top R&B/Hip-Hop Albums) | 74             |
| Estados Unidos (Billboard Rap Albums)             | 25             |

| Gráficos (2010)                                   | Melhor posição |
| ------------------------------------------------- | -------------- |
| Estados Unidos (Billboard 200)                    | 127            |
| Estados Unidos (Billboard Top R&B/Hip-Hop Albums) | 33             |
| Estados Unidos (Billboard Rap Albums)             | 14             |

| Gráficos (2011)                                   | Melhor posição |
| ------------------------------------------------- | -------------- |
| Estados Unidos (Billboard Top R&B/Hip-Hop Albums) | 70             |

## Certificações
| País                  | Certificação |
| --------------------- | ------------ |
| Estados Unidos (RIAA) | 2× Platina   |